# الحفيرات (عين الضربان)
الحفيرات هو دُوَّار يقع بجماعة عين الضربان لحلاف، إقليم سطات، جهة الدار البيضاء سطات في المملكة المغربية. ينتمي الدوّار لمشيخة عين الضربان التي تضم 11 دوار. يقدر عدد سكانه بـ 539 نسمة حسب الإحصاء الرسمي للسكان والسكنى لسنة 2004.

## روابط خارجية
- البوابة الوطنية للجماعات الترابية
- المندوبية السامية للتخطيط